# Ben Wilmot
Benjamin Lewis Wilmot (Stevenage, Inglaterra, Reino Unido, 4 de noviembre de 1999) es un futbolista inglés que juega de defensa en el Stoke City F. C. de la EFL Championship de Inglaterra.

## Trayectoria

### Stevenage
Wilmot se unió a la academia del Stevenage en 2014. Firmó su primer contrato profesional con el club en abril de 2017. 
Debutó con el primer equipo el 3 de octubre de 2017, jugando como defensor central en el empate a cero contra el Milton Keynes Dons en el EFL Trophy. Jugó 15 encuentros en su campaña en el club.

### Watford
Wilmot fichó por el Watford de la Premier League el 24 de mayo de 2018, por cinco años. Debutó con el primer equipo en la Carabao Cup en la visita al Reading el 29 de agosto de 2018, el Watford ganó por 2-0.

#### Cesiones
El 31 de enero de 2019 el Udinese Calcio logró su cesión hasta final de temporada. Seis meses después volvió a marcharse cedido, en esta ocasión al Swansea City A. F. C. por una temporada.

## Selección nacional
Wilmot representó a Inglaterra en la categoría sub-19 en marzo de 2018 para los encuentros de la clasificación para el Campeonato Europeo de la UEFA Sub-19 2018 en Skopie.

## Estadísticas
Actualizado al último partido jugado el 3 de mayo de 2025.
| Club                                                            | Div.          | Temporada     | Liga  | Liga  | Copas nacionales(1) | Copas nacionales(1) | Copas internacionales | Copas internacionales | Total | Total |
| Club                                                            | Div.          | Temporada     | Part. | Goles | Part.               | Goles               | Part.                 | Goles                 | Part. | Goles |
| --------------------------------------------------------------- | ------------- | ------------- | ----- | ----- | ------------------- | ------------------- | --------------------- | --------------------- | ----- | ----- |
| Stevenage F. C. Inglaterra                                      | 4.ª           | 2017-18       | 10    | 0     | 5                   | 0                   | —                     | —                     | 15    | 0     |
| Stevenage F. C. Inglaterra                                      | Total club    | Total club    | 10    | 0     | 5                   | 0                   | —                     | —                     | 15    | 0     |
| Watford F. C. Inglaterra                                        | 1.ª           | 2018-19       | 2     | 0     | 4                   | 0                   | —                     | —                     | 6     | 0     |
| Udinese Calcio · Italia                                         | 1.ª           | 2018-19       | 5     | 0     | —                   | —                   | —                     | —                     | 5     | 0     |
| Udinese Calcio · Italia                                         | Total club    | Total club    | 5     | 0     | —                   | —                   | —                     | —                     | 5     | 0     |
| Swansea City A. F. C. Gales                                     | 2.ª           | 2019-20       | 21    | 2     | 2                   | 0                   | —                     | —                     | 23    | 2     |
| Swansea City A. F. C. Gales                                     | Total club    | Total club    | 21    | 2     | 2                   | 0                   | —                     | —                     | 23    | 2     |
| Watford F. C. Inglaterra                                        | 2.ª           | 2020-21       | 25    | 1     | 2                   | 0                   | —                     | —                     | 27    | 1     |
| Watford F. C. Inglaterra                                        | Total club    | Total club    | 27    | 1     | 6                   | 0                   | —                     | —                     | 33    | 1     |
| Stoke City F. C. Inglaterra                                     | 2.ª           | 2021-22       | 35    | 1     | 4                   | 0                   | —                     | —                     | 39    | 1     |
| Stoke City F. C. Inglaterra                                     | 2.ª           | 2022-23       | 39    | 3     | 2                   | 0                   | —                     | —                     | 41    | 3     |
| Stoke City F. C. Inglaterra                                     | 2.ª           | 2023-24       | 25    | 1     | 4                   | 0                   | —                     | —                     | 29    | 1     |
| Stoke City F. C. Inglaterra                                     | 2.ª           | 2024-25       | 39    | 3     | 3                   | 0                   | —                     | —                     | 42    | 3     |
| Stoke City F. C. Inglaterra                                     | Total club    | Total club    | 138   | 8     | 13                  | 0                   | —                     | —                     | 151   | 8     |
| Total carrera                                                   | Total carrera | Total carrera | 201   | 11    | 26                  | 0                   | 0                     | 0                     | 227   | 11    |
| (1) Incluye FA Cup, Copa de la Liga de Inglaterra y EFL Trophy. |               |               |       |       |                     |                     |                       |                       |       |       |

## Vida personal
Es hijo de Richard Wilmot, anterior jugador del Stevenage quien jugó más de 150 encuentros con el club.